# Nick Spano
Nicholas George Spano (16 de março de 1976) é um ator estadounidense mais conhecido por interpretar Donnie Stevens na sitcom original da Disney Channel, Even Stevens.